# Planina, Ivančna Gorica
Planina este o localitate din comuna Ivančna Gorica, Slovenia, cu o populație de 9 locuitori.